# Dorfkirche Großgölitz

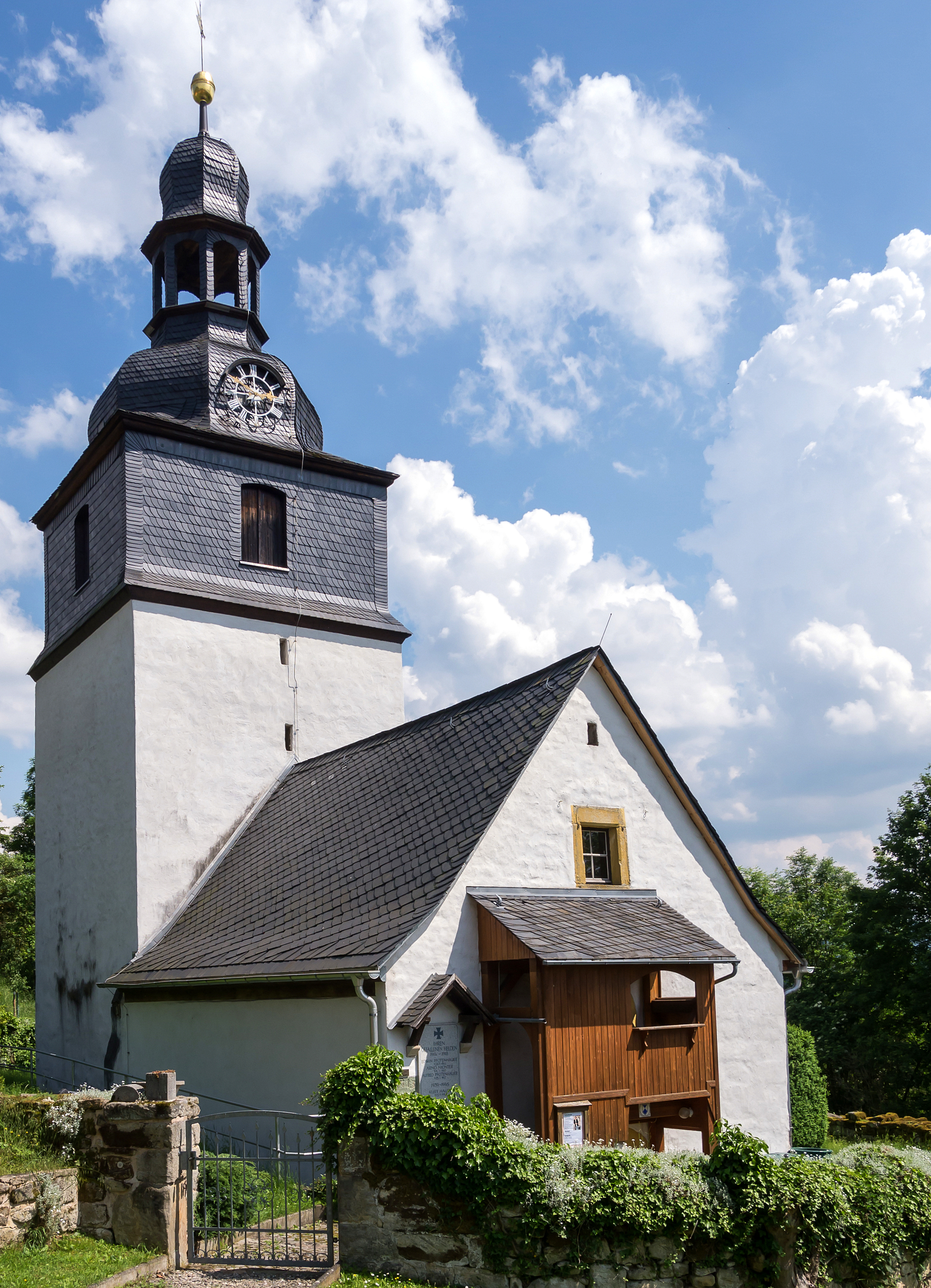
Dorfkirche Großgölitz

Die evangelisch-lutherische Dorfkirche Großgölitz steht in Großgölitz, einem Ortsteil der Stadt Bad Blankenburg im Landkreis Saalfeld-Rudolstadt in Thüringen. Sie steht unter Denkmalschutz. Die Kirchengemeinde der Filialkirche Großgölitz gehört zur Pfarrei Bad Blankenburg im Kirchenkreis Rudolstadt-Saalfeld der Evangelischen Kirche in Mitteldeutschland.

## Beschreibung
Die Kirche wurde bereits im 12. Jahrhundert erwähnt und gehörte damals zum Kloster Paulinzella. Die Äbte von Paulinzella übten das Patronatsrecht über die Kirche aus. Das Kirchenschiff der heutigen Saalkirche stammt aus dem 14. Jahrhundert. Der Chorturm im Osten erhielt 1760 ein zusätzlich verschiefertes Geschoss, auf dem eine achteckige geschweifte Haube mit einer Turmuhr sitzt. Darauf thront eine offene Laterne. Das Kirchenschiff wurde im 18. Jahrhundert mit einer verputzten Holzbalkendecke und Emporen ausgestattet. Der Chor hat ein tief herabgezogenes Kreuzgratgewölbe mit einem skulptierten Schlussstein, der einen von Weinlaub umgebenen Kopf zeigt. In der Ostwand befindet sich ein hohes, schmales spitzbogiges Fenster. Davor befindet sich ein steinerner Altar, auf dem eine hölzerne Statue des triumphierenden Christus steht, entstanden 1857. In dieser Zeit entstand auch die Wandmalerei und die Deckenmalerei in der Kirche.
Die Orgel mit sieben Registern, verteilt auf ein Manual und ein Pedal, wurde um 1800 von einem unbekannten Orgelbauer gebaut.

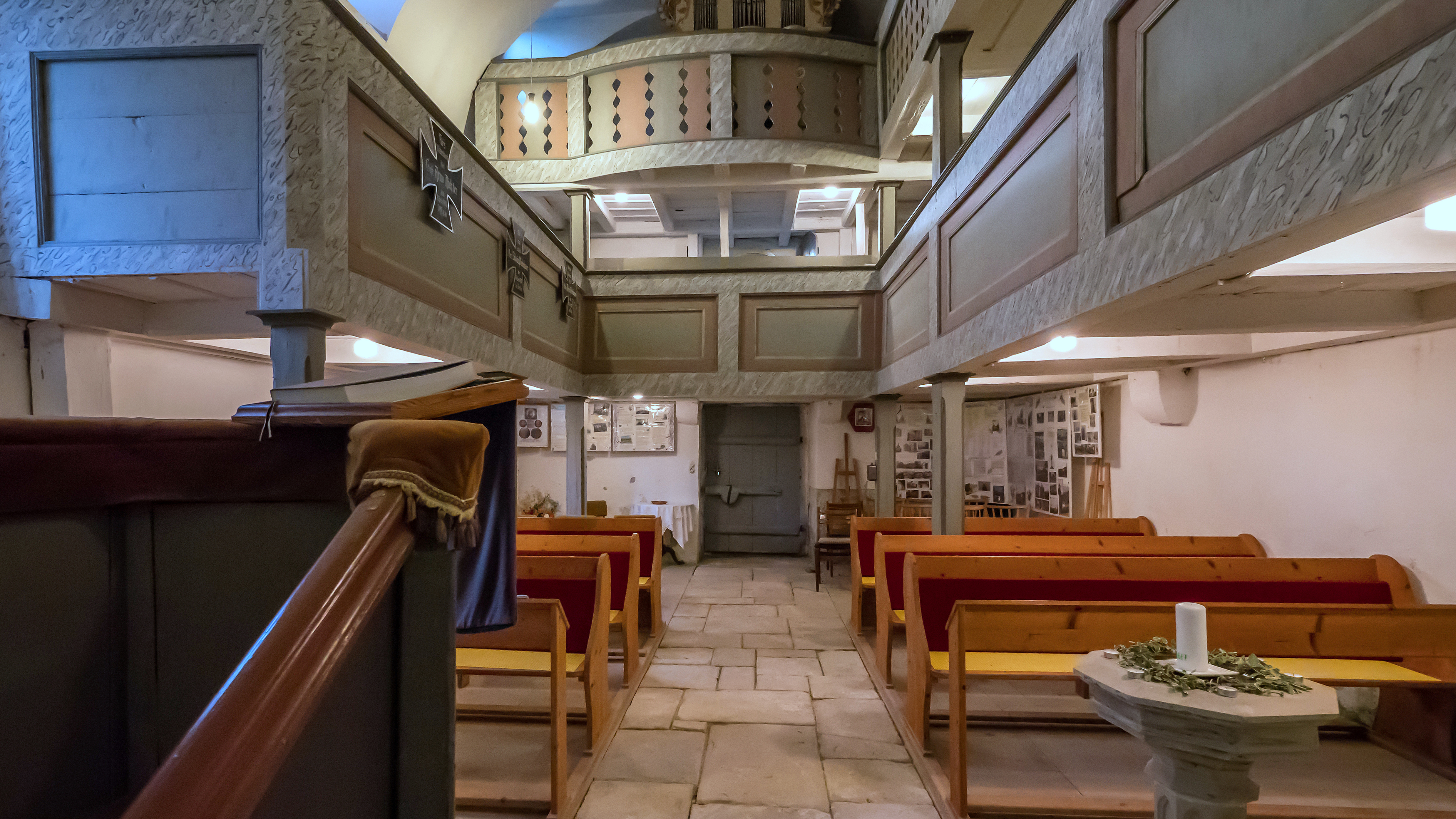
Interior und Emporen
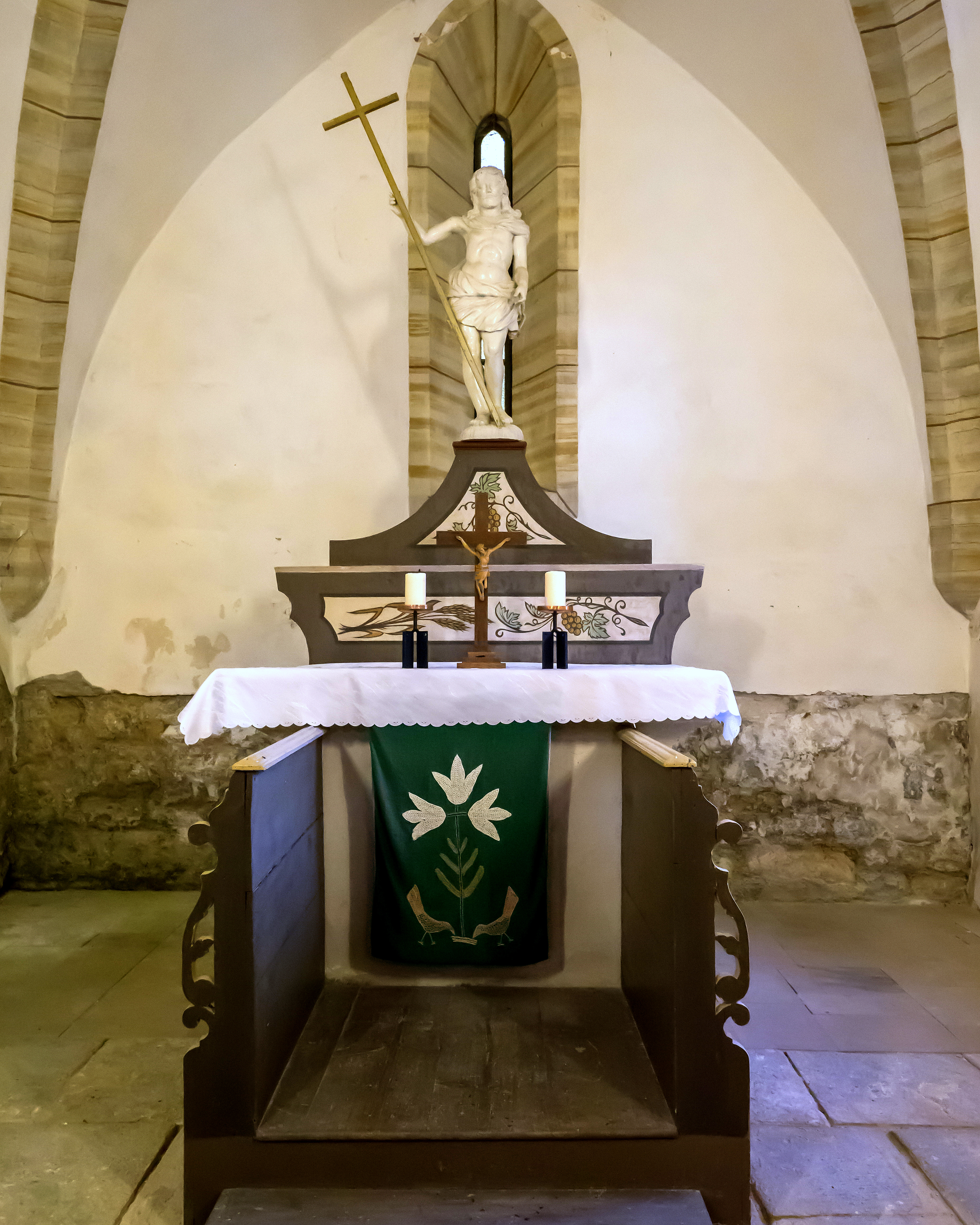
Altar
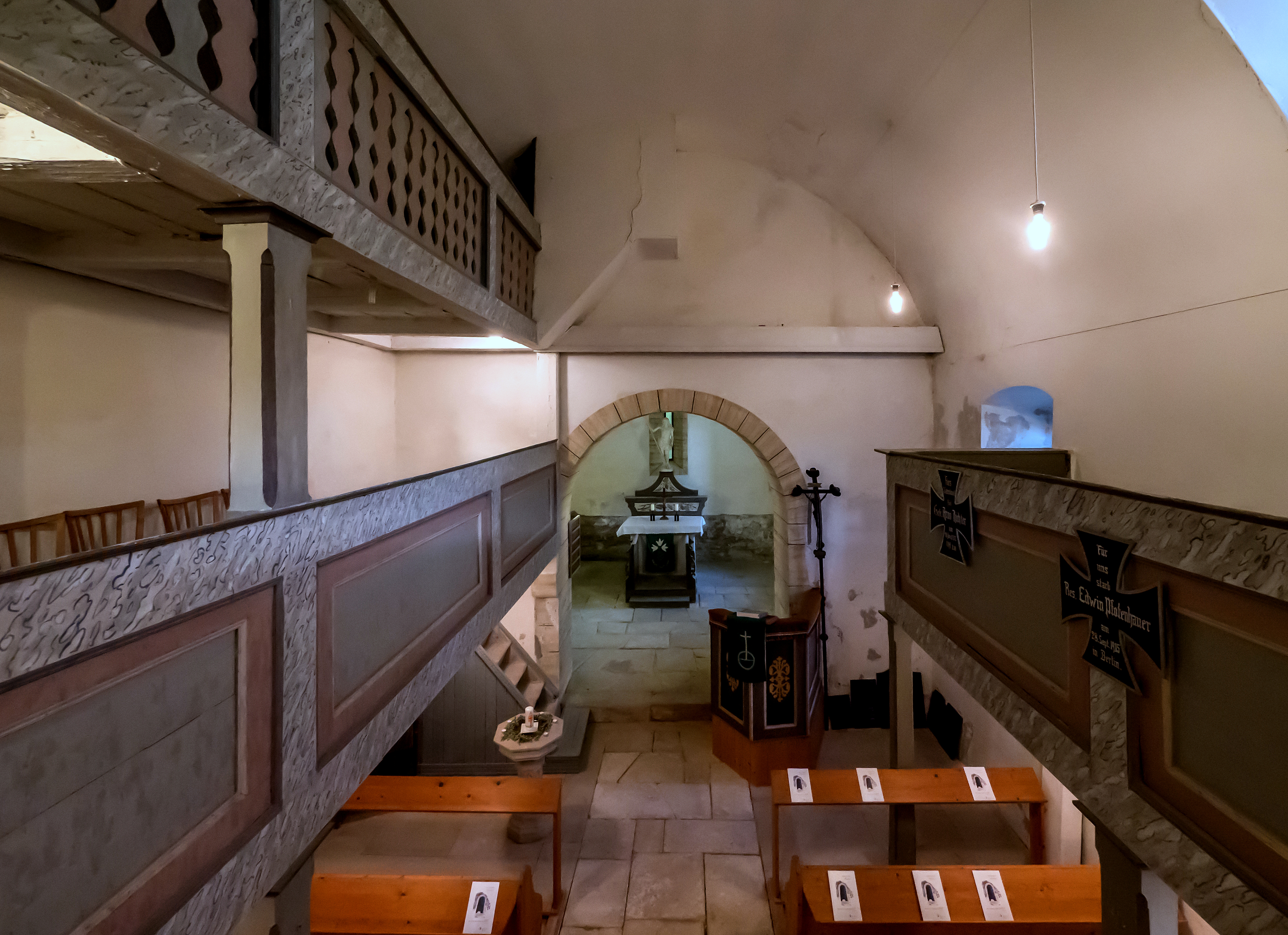
Emporen und Deckengewölbe
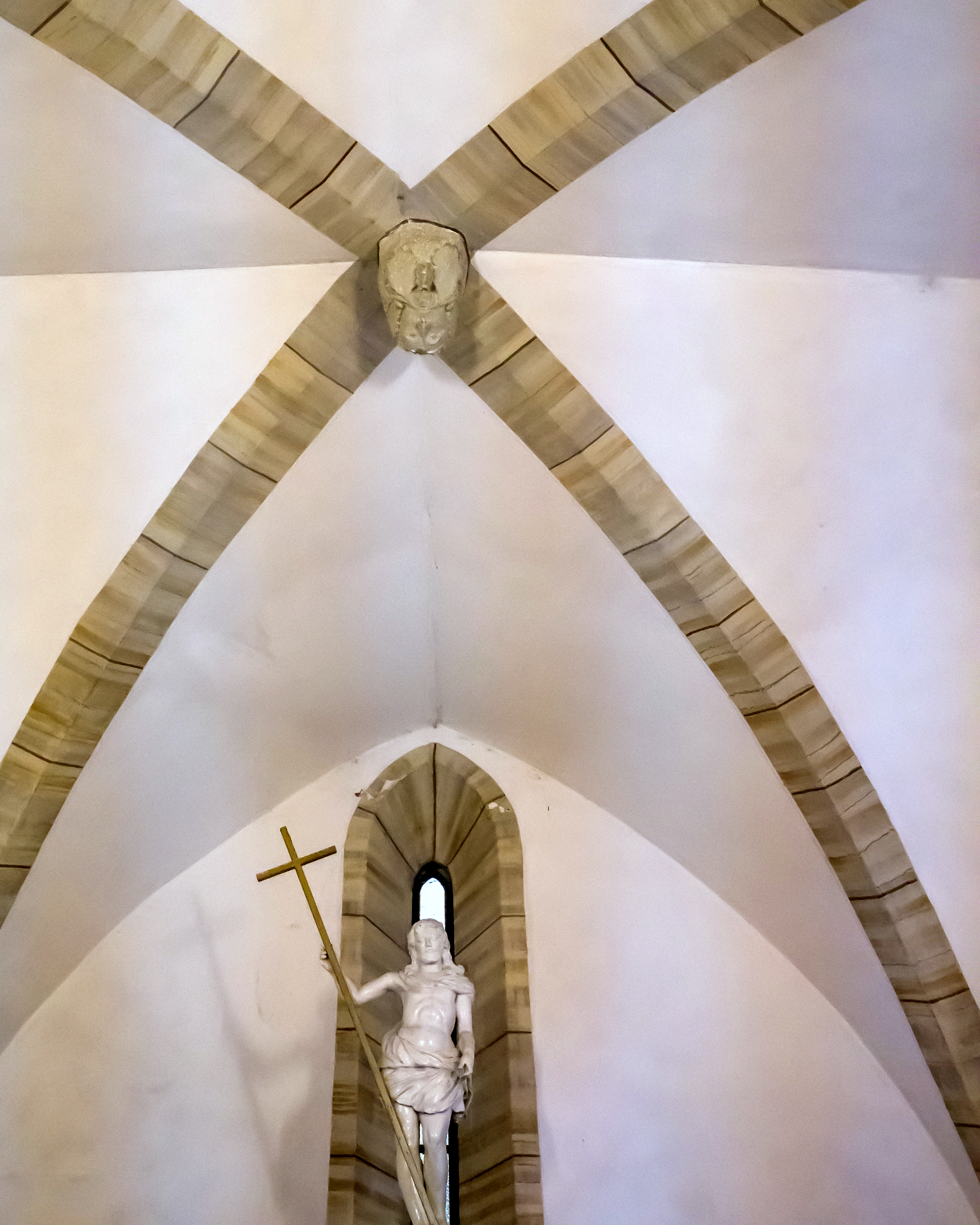
Kreuzgratgewölbe im Chor